# Verkregen resistentie
Verkregen resistentie is ongevoeligheid voor antibiotica die een bacterie niet van nature had. 
Deze vorm kan op verschillende manieren ontstaan, en zich op verschillende manieren uiten.

## Ontstaanswijze
- Via uitwisseling van plasmide door bacteriën onderling.
- Via de opname van viraal DNA.
- Via mutatie.

## Mogelijke effecten
- Antibiotica worden afgebroken door enzymen geproduceerd door de bacterie.
- De celwand van de bacterie is veranderd waardoor de antibiotica hier niet meer op kunnen aangrijpen.
- De metabolische paden van de bacterie zijn gewijzigd, waardoor de antibiotica hier niet meer op kunnen inwerken.
- De bacterie heeft een grotere efflux. Hierdoor worden de antibiotica zeer snel de cel uitgepompt.